# 藤井兼誼
藤井 兼誼（ふじい かねよし、1897年（明治30年）6月15日 - 1986年（昭和61年）10月30日）は、日本の政治家、華族。貴族院子爵議員。

## 経歴
京都市で子爵・藤井行徳の二男として生まれる。父の隠居に伴い、1930年（昭和5年）10月15日、子爵を襲爵した。 
1926年（大正15年）京都帝国大学文学部を卒業。同年、私立京都薬学専門学校教授に就任。1937年（昭和12年）殿掌となり、大喪使祭官を務めた。
1942年（昭和17年）3月31日、補欠選挙で貴族院子爵議員に選出され、研究会に所属して活動し1947年（昭和22年）5月2日の貴族院廃止まで在任した。

## 著作
- 『燭寸録 = Literarische Zeitschrift 巻3 (Faustの宗教觀)』藤井兼誼、1928年。
- 編『燭寸録 巻5』藤井兼誼、1931年。

## 親族
- 母:藤井鐵子（田中光顕養女、大橋慎長女）[1]